# Назарова, Варвара Кирилловна
Варва́ра Кири́лловна Наза́рова (род. 2 июля 1997) — казахстанская легкоатлетка, специалистка по метанию копья. Выступала за сборную Казахстана по лёгкой атлетике в 2010-х годах, многократная победительница и призёрка первенств республиканского значения, действующая рекордсменка страны, участница ряда крупных международных турниров. Представляет Усть-Каменогорск. Мастер спорта Республики Казахстан.

## Биография
Варвара Назарова родилась 2 июля 1997 года. Занималась лёгкой атлетикой в Усть-Каменогорске, проходила подготовку под руководством тренера Т. А. Назаровой.
Дебютировала на международном уровне в сезоне 2013 года, когда в составе казахстанской сборной выступила в метании копья на юношеском мировом первенстве в Донецке. Также в этом сезоне отметилась выступлением на Азиатских юношеских играх в Нанкине, где стала пятой.
Показав второй результат на азиатском квалификационном турнире в Бангкоке, в 2014 году благополучно прошла отбор на юношеские Олимпийские игры в Нанкине — участвовала в программе метания копья и в смешанной эстафете 8 × 100 метров.
В июне 2016 года на юниорском азиатском первенстве в Хошимине завоевала бронзовую награду, установив при этом ныне действующий рекорд Казахстана в метании копья — 52,76 метра. Участвовала в юниорском мировом первенстве в Быдгоще, в финал не вышла.
В 2017 году выиграла зимний и летний чемпионаты Казахстана, стала обладательницей Национального кубка. На чемпионате Азии в Бхубанешваре с результатом 49,56 заняла 11-е место. Будучи студенткой, представляла страну на Всемирной Универсиаде в Тайбэе — на предварительном квалификационном этапе метнула копьё на 48,24 метра, чего оказалось недостаточно для выхода в финальную стадию соревнований.
В 2018, 2019, 2021 и 2022 годах неизменно становилась чемпионкой Казахстана в метании копья, однако в крупных международных турнирах участия больше не принимала.